# 打拉根島

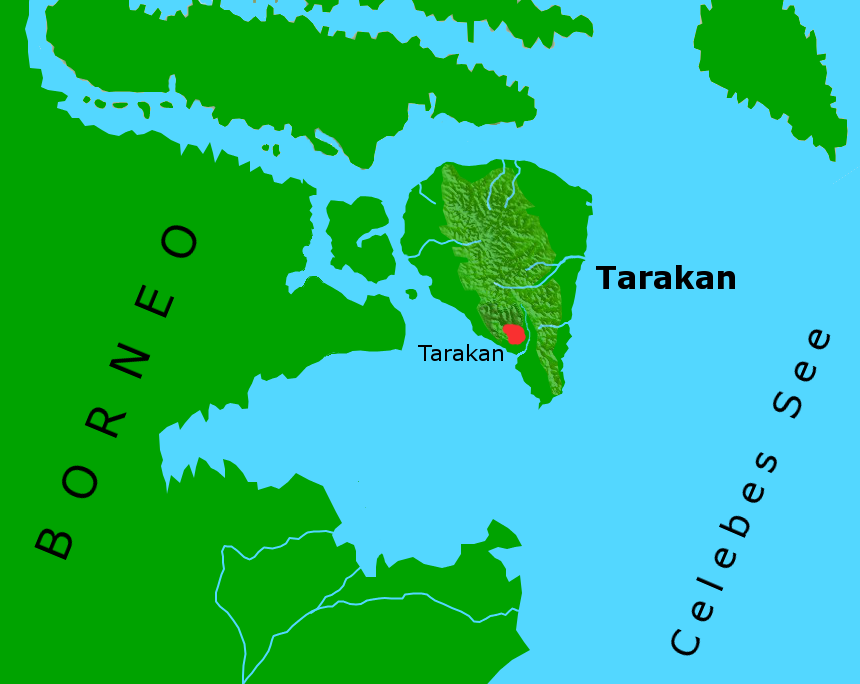
打拉根島位置

打拉根島是印度尼西亞的島嶼，位於北加里曼丹省以東和婆羅洲東南的西里伯斯海東部，面積303平方公里（117平方英哩）。1942年至1945年期間，打拉根島是同盟國和日本軍隊交鋒的戰場。

## 外部連結
- . Multimap.com.   [2006-03-11]. （原始内容存档于2012-04-14）.

3°21′0″N 117°34′0″E / 3.35000°N 117.56667°E